# Макенов, Медетбек Искендерович
Макенов Медетбек Искендерович (род. 30 января 1986 года, Кара-Суу, Ошская область, Киргизская ССР) — Кыргызский общественный деятель и менеджер. Депутат Жаны-алайского айыльного кенеша с 2021 года, председатель кенеша. Активно участвовал в  дезинфекционных работах во время пандемии COVID-19 в городе Ош.

### Биография
Родился 30 января 1986 года в городе Кара-Суу. В 2003 году окончил среднюю школу имени Самата Ашимова. В период с 2003 по 2008 годы учился на факультете математики и информационных технологий Ошского государственного университета.
В 2010-2016 годах обучался и работал в Южной Корее, занимаясь вопросами мануфактуры и сельского хозяйства. В 2013 году стал одним из основателей общественного фонда «Аманат» в Южной Корее.
В 2017 году начал работать техническим менеджером в кинотеатре "Киноформ Семетей" в Оше, где трудится и по сей день.
В 2021-2023 годах окончил Академию государственного и муниципального управления при Президенте Кыргызской Республики.

### Общественная деятельность
С 2018 года является членом движения «Кыргызстан Жаштар Ынтымагы». В 2020 году баллотировался на выборах в Ошский городской кенеш от политической партии «Бирик».
В 2021-2024 годах — депутат и председатель Жаны-алайского айыльного кенеша. В 2022 году получил Почетную грамоту мэрии города Ош и Ошского городского кенеша.

### Деятельность во время пандемии
В 2020 году, во время пандемии COVID-19, внёс значительный вклад в дезинфекционные работы по борьбе с распространением вируса в городе Ош.

### Профессиональная деятельность
В 2022-2023 годах — директор акционерного общества «Жемиш кампа».

### Личная жизнь
Женат, имеет трёх сыновей. Владеет кыргызским, узбекским, корейским и русским языками. Ведет здоровый образ жизни — не употребляет алкоголь и не курит.